# Rallye Irland 2007

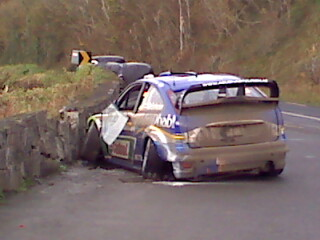
Marcus Grönholm (Ford Focus WRC) musste nach einem Unfall aufgeben

Die 1. Rallye Irland (mit Weltmeisterschaftsprädikat) war der fünfzehnte von 16 FIA-Weltmeisterschaftsläufen 2007. Die Rallye bestand aus 20 Wertungsprüfungen auf Asphalt-Straßen und wurde zwischen dem 15. und dem 18. November ausgetragen.

## Bericht
Sébastien Loeb hatte in Irland seine Chance genutzt und einen großen Schritt in Richtung vierter Fahrer-WM-Titel gemacht. Der Citroën-Pilot hatte in der Fahrerwertung wieder die Führung übernommen. Sein Vorsprung auf Rivale Marcus Grönholm (Ford), der bereits am Freitag nach einem schweren Unfall ausschied, betrug vor dem letzten Weltmeisterschaftslauf sechs Punkte. Mikko Hirvonen fuhr auf den vierten Rang und sicherte dem Ford-Werksteam damit vorzeitig den zweiten Hersteller-Weltmeistertitel in Folge. Ford hatte 21 Punkte Vorsprung auf Citroën und konnte somit beim Saisonfinale nicht mehr eingeholt werden.
Die Rallye begann mit der ersten Wertungsprüfung vor Stormont Castle in Belfast, die Grönholm am Donnerstagabend für sich entscheiden konnte. Doch schon am nächsten Tag nahm das Unglück seinen Lauf. In der vierten Wertungsprüfung hatte Grönholm einen heftigen Einschlag in eine Mauer und musste zusammen mit Beifahrer Timo Rautiainen vorsorglich ins Krankenhaus gebracht werden. Beide blieben unverletzt, die Rallye war für das Duo damit allerdings beendet.
Jari-Matti Latvala (Ford) wurde Dritter und gewann seinen ersten Podestplatz in der WRC. Das Stobart-Team übernahm den dritten Rang in der Hersteller-Weltmeisterschaft vor Subaru. Latvala verdrängte am Freitag Hirvonen von Platz drei. Diese Position konnte er bis ins Ziel halten, obwohl er am Samstag kurz von der Straße abkam. Das kostete Latvala ein wenig Zeit, aber er hatte sich zuvor so viel Vorsprung herausgefahren, dass er Dritter blieb. Am Ende hatte Latvala 54,8 Sekunden Rückstand auf Dani Sordo (Citroën) und 29,5 Sekunden Vorsprung auf Hirvonen.

## Klassifikationen

### Endresultat
| Pos.   | Fahrer             | Beifahrer       | Auto                     | Zeit      | Rückstand | Punkte |
| WRC    | WRC                | WRC             | WRC                      | WRC       | WRC       | WRC    |
| ------ | ------------------ | --------------- | ------------------------ | --------- | --------- | ------ |
| 1      | Sébastien Loeb     | Daniel Elena    | Citroën C4 WRC           | 3:01:39.2 | 00:00.0   | 10     |
| 2      | Dani Sordo         | Marc Martí      | Citroën C4 WRC           | 3:02:32.6 | 00:53.4   | 8      |
| 3      | Jari-Matti Latvala | Miikka Anttila  | Ford Focus RS WRC        | 3:03:27.4 | 01:48.2   | 6      |
| 4      | Mikko Hirvonen     | Jarmo Lehtinen  | Ford Focus RS WRC        | 3:03:56.9 | 02:17.7   | 5      |
| 5      | Petter Solberg     | Phil Mills      | Subaru Impreza WRC       | 3:04:35.0 | 02:55.8   | 4      |
| 6      | Guy Wilks          | Phil Pugh       | Subaru Impreza WRC       | 3:07:37.1 | 05:57.9   | 3      |
| 7      | Matthew Wilson     | Michael Orr     | Ford Focus RS WRC        | 3:11:44.1 | 10:04.9   | 2      |
| 8      | Gareth McHale      | Allan Harryman  | Ford Focus RS WRC        | 3:12:47.5 | 11:08.3   | 1      |
| PCWRC  |                    |                 |                          |           |           |        |
| 1 (10) | Niall McShea       | Marshall Clarke | Subaru Impreza STI       | 3:18:11.3 | 16:32.1   | 10     |
| 2 (11) | Gabriel Pozzo      | Daniel Stillo   | Mitsubishi Lancer Evo IX | 3:18:55.4 | 17:16.2   | 8      |
| 3 (17) | Nasser Al-Attiyah  | Chris Patterson | Subaru Impreza STI       | 3:22:42.4 | 21:03.2   | 6      |
| 4 (18) | Simone Campedelli  | Danilo Fappani  | Mitsubishi Lancer Evo IX | 3:24:47.2 | 23:08.0   | 5      |
| 5 (20) | Štěpán Vojtěch     | Michal Ernst    | Mitsubishi Lancer Evo IX | 3:26:45.4 | 25:06.2   | 4      |
| 6 (21) | Fumio Nutahara     | Daniel Barritt  | Mitsubishi Lancer Evo IX | 3:27:32.8 | 25:53.6   | 3      |
| 7 (22) | Colm Murphy        | Ger Loughrey    | Subaru Impreza STI       | 3:27:34.6 | 25:55.4   | 2      |
| 8 (23) | Philip Morrow      | David Senior    | Mitsubishi Lancer Evo IX | 3:28:46.9 | 27:07.7   | 1      |

### Wertungsprüfungen
| Tag                               | WP Nummer                         | WP Name                | Länge    | Start MEZ          | Fahrer             | Auto              | Zeit        | Ø km/h      | Leader          |
| --------------------------------- | --------------------------------- | ---------------------- | -------- | ------------------ | ------------------ | ----------------- | ----------- | ----------- | --------------- |
| Tag 1 15. Nov.                    | WP1                               | Stormont Super Special | 1,82 km  | 20:00              | Marcus Grönholm    | Ford Focus RS WRC | 01:30.8     | 72,16 km/h  | Marcus Grönholm |
| Tag 1 15. Nov.                    | Service Sligo 08:15 Uhr (10 Min.) |                        |          |                    |                    |                   |             |             | Marcus Grönholm |
| Tag 2 16. Nov.                    | WP2                               | Geevagh 1              | 11,47 km | 09:05              | Sébastien Loeb     | Citroën C4 WRC    | 06:05.7     | 112,92 km/h | Sébastien Loeb  |
| Tag 2 16. Nov.                    | WP3                               | Arigna 1               | 27,89 km | 09:33              | Dani Sordo         | Citroën C4 WRC    | 15:44.0     | 106,36 km/h | Sébastien Loeb  |
| Tag 2 16. Nov.                    | WP4                               | Lough Gill 1           | 20,56 km | 10:24              | Dani Sordo         | Citroën C4 WRC    | 10:54.7     | 113,05 km/h | Dani Sordo      |
| Tag 2 16. Nov.                    | Service Sligo 11:19 Uhr (30 Min.) |                        |          |                    |                    |                   |             |             | Dani Sordo      |
| Tag 2 16. Nov.                    | WP5                               | Geevagh 2              | 11,47 km | 12:29              | Sébastien Loeb     | Citroën C4 WRC    | 06:22.0     | 108,09 km/h | Sébastien Loeb  |
| Tag 2 16. Nov.                    | WP6                               | Arigna 2               | 27,89 km | 12:57              | Sébastien Loeb     | Citroën C4 WRC    | 16:09.6     | 103,55 km/h | Sébastien Loeb  |
| Tag 2 16. Nov.                    | WP7                               | Lough Gill 2           | 20,56 km | 13:48              | Dani Sordo         | Citroën C4 WRC    | 10:55.5     | 112,92 km/h | Sébastien Loeb  |
| Tag 2 16. Nov.                    | Service Sligo 14:43 Uhr (30 Min.) |                        |          |                    |                    |                   |             |             | Sébastien Loeb  |
| Tag 2 16. Nov.                    | WP8                               | Glenboy                | 22,21 km | 16:01              | Sébastien Loeb     | Citroën C4 WRC    | 11:56.0     | 111,87 km/h | Sébastien Loeb  |
| Tag 2 16. Nov.                    | WP9                               | Bencroy                | 15,44 km | 16:54              | Dani Sordo         | Citroën C4 WRC    | 08:21.3     | 110,81 km/h | Sébastien Loeb  |
| Tag 2 16. Nov.                    | WP10                              | Drumshanbo             | 8,65 km  | 17:19              | Sébastien Loeb     | Citroën C4 WRC    | 05:00.3     | 103,70 km/h | Sébastien Loeb  |
| Tag 2 16. Nov.                    | Service Sligo 17:19 Uhr (45 Min.) |                        |          |                    |                    |                   |             |             | Sébastien Loeb  |
| Tag 3 17. Nov.                    |                                   |                        |          |                    |                    |                   |             |             | Sébastien Loeb  |
| Service Sligo 07:30 Uhr (10 Min.) |                                   |                        |          |                    |                    |                   |             |             | Sébastien Loeb  |
| WP11                              | Sloughan Glen 1                   | 20,95 km               | 09:13    | Sébastien Loeb     | Citroën C4 WRC     | 11:37.7           | 108,10 km/h |             | Sébastien Loeb  |
| WP12                              | Ballinamallard 1                  | 17,94 km               | 10:08    | Sébastien Loeb     | Citroën C4 WRC     | 09:35.9           | 112,21 km/h |             | Sébastien Loeb  |
| WP13                              | Tempo 1                           | 13,44 km               | 10:51    | Sébastien Loeb     | Citroën C4 WRC     | 07:31.6           | 107,30 km/h |             | Sébastien Loeb  |
| Service Sligo 13:01 Uhr (30 Min.) |                                   |                        |          |                    |                    |                   |             |             | Sébastien Loeb  |
| WP14                              | Sloughan Glen 2                   | 20,95 km               | 15:04    | Chris Atkinson     | Subaru Impreza WRC | 11:25.7           | 109,99 km/h |             | Sébastien Loeb  |
| WP15                              | Ballinamallard 2                  | 17,94 km               | 15:59    | Sébastien Loeb     | Citroën C4 WRC     | 09:30.7           | 113,23 km/h |             | Sébastien Loeb  |
| WP16                              | Tempo 2                           | 13,44 km               | 16:42    | Jari-Matti Latvala | Ford Focus RS WRC  | 07:28.9           | 107,94 km/h |             | Sébastien Loeb  |
| Service Sligo 18:35 Uhr (45 Min.) |                                   |                        |          |                    |                    |                   |             |             | Sébastien Loeb  |
| Tag 4 18. Nov.                    |                                   |                        |          |                    |                    |                   |             |             | Sébastien Loeb  |
| Service Sligo 08:00 Uhr (10 Min.) |                                   |                        |          |                    |                    |                   |             |             | Sébastien Loeb  |
| WP17                              | Murley                            | 24,70 km               | 10:03    | Mikko Hirvonen     | Ford Focus RS WRC  | 13:19.9           | 111,16 km/h |             | Sébastien Loeb  |
| WP18                              | Fardross                          | 14,77 km               | 10:51    | Mikko Hirvonen     | Ford Focus RS WRC  | 08:49.8           | 100,36 km/h |             | Sébastien Loeb  |
| WP19                              | Donegal Bay                       | 14,06 km               | 12:39    | Jari-Matti Latvala | Ford Focus RS WRC  | 07:00.9           | 120,26 km/h |             | Sébastien Loeb  |
| WP20                              | Mullaghmore                       | 2,38 km                | 14:08    | Petter Solberg     | Subaru Impreza WRC | 01:16.9           | 111,42 km/h |             | Sébastien Loeb  |

Quelle:

### Gewinner Wertungsprüfungen
| WP                    | Anzahl | Fahrer             | Auto               |
| --------------------- | ------ | ------------------ | ------------------ |
| 2, 5, 6, 8, 10–13, 15 | 9      | Sébastien Loeb     | Citroën C4 WRC     |
| 3, 4, 7, 9            | 4      | Dani Sordo         | Citroën C4 WRC     |
| 17, 18                | 2      | Mikko Hirvonen     | Ford Focus RS WRC  |
| 16, 19                | 2      | Jari-Matti Latvala | Ford Focus RS WRC  |
| 1                     | 1      | Marcus Grönholm    | Ford Focus RS WRC  |
| 14                    | 1      | Chris Atkinson     | Subaru Impreza WRC |
| 20                    | 1      | Petter Solberg     | Subaru Impreza WRC |

### Fahrer-WM nach der Rallye
| Pos. | Fahrer          | Punkte |
| ---- | --------------- | ------ |
| 1    | Sébastien Loeb  | 110    |
| 2    | Marcus Grönholm | 104    |
| 3    | Mikko Hirvonen  | 89     |
| 4    | Dani Sordo      | 61     |
| 5    | Petter Solberg  | 42     |

### Team-Weltmeisterschaft
| Pos. | Team               | Punkte |
| ---- | ------------------ | ------ |
| 1    | Ford WRT           | 194    |
| 2    | Citroën WRT        | 173    |
| 3    | Subaru WRT         | 80     |
| 4    | Stobart Ford WRT   | 79     |
| 5    | Kronos Citroën WRT | 43     |